# ベルント・タイス
ベルント・タイス（Bernd Thijs、1978年6月28日 - ）は、ベルギー・リンブルフ州・ハッセルト出身の元サッカー選手。現役時代のポジションは主に守備的ミッドフィールダー。

## 経歴
2002年5月にベルギー代表デビュー、2002 FIFAワールドカップに出場した。2010年に2003年以来の代表出場を果たした。ベルギー代表で7試合に出場した。

## 所属クラブ
- スタンダール・リエージュ 1995-2000
- KRCヘンク 2000-2004
- トブラブゾンスポル 2004-2005
- ボルシア・メンヒェングラートバッハ 2005-2007
- KAAヘント 2007-2014

## 代表歴

### 出場大会
- ベルギー代表
  - 2002 FIFAワールドカップ

### 試合数
- 国際Aマッチ 7試合 0得点（2002年-2010年）[1]

| ベルギー代表 | 国際Aマッチ | 国際Aマッチ |
| 年           | 出場        | 得点        |
| ------------ | ----------- | ----------- |
| 2002         | 4           | 0           |
| 2003         | 1           | 0           |
| 2004         | 0           | 0           |
| 2005         | 0           | 0           |
| 2006         | 0           | 0           |
| 2007         | 0           | 0           |
| 2008         | 0           | 0           |
| 2009         | 0           | 0           |
| 2010         | 2           | 0           |
| 通算         | 7           | 0           |

## タイトル
KAAヘント
- ベルギー・カップ 2010